# Martynomyia tripartita
Martynomyia tripartita är en nattsländeart som först beskrevs av Martynov 1913.  Martynomyia tripartita ingår i släktet Martynomyia och familjen kantrörsnattsländor. Inga underarter finns listade i Catalogue of Life.